# 比措湖

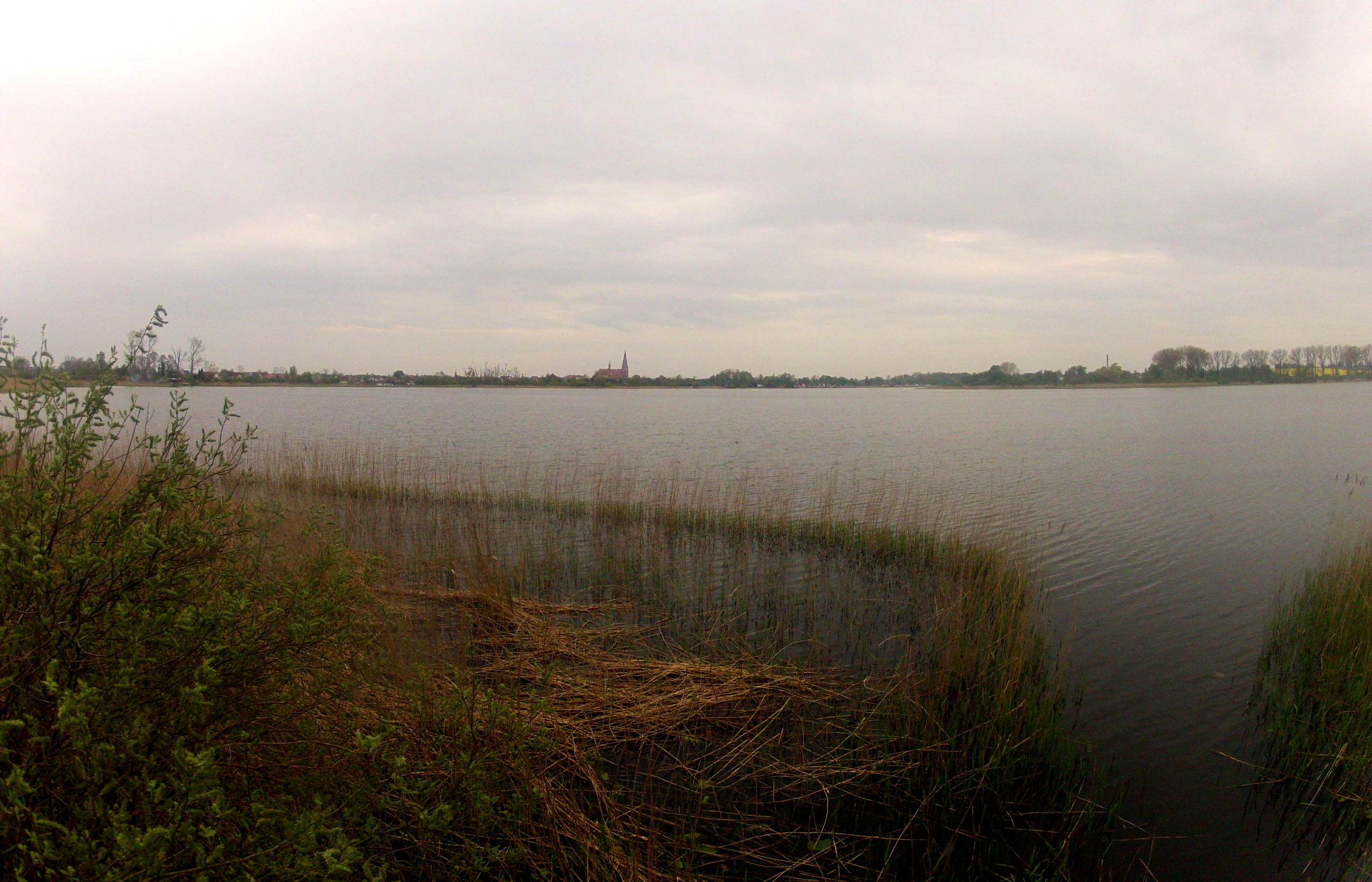

53°51′28″N 11°59′13″E / 53.85778°N 11.98694°E
比措湖（德語：Bützower See），是德國的湖泊，位於該國東北部，由梅克倫堡-前波美拉尼亞州負責管轄，處於羅斯托克縣，長1.6公里、寬1.2公里，面積0.98平方公里，海拔高度0.3米，平均水深1米，最大水深2.2米，水體容量102萬立方米。